# خلیل سکاکینی
خلیل قُسطندی سَکاکینی با کنیهٔ ابو سِری (۱۸۷۸–۱۹۵۳) ادیب، شاعر، آموزگار و نویسنده فلسطینی، از اعضای فرهنگستان زبان عربی دمشق و قاهره بود.

## زندگی
خلیل بن قسطَندی/کنستانتیوس سکاکینی از اهالی قدس و مسیحی بود. مدتی بسیار به تدریس پرداخت. از اندیشمندان عرب پیش از جنگ جهانی اول شمرده می‌شد، در خلال همان جنگ به دمشق تبعید شد. در تبعید توانست به مصر بگریزد و پس از جنگ، به قدس بازگشت. پس از جنگ فلسطین ۱۹۴۸، به قاهره رفت. آن‌جا تنها فرزندش، سری، درگذشت. پس از درگذشت پسرش، چندماه زنده نماند و در قاهره درگذشت. او به کتابخانهٔ شخصی خود بسیار رسیدگی می‌کرد. هنگامی که دولت اسرائیل بر قدس چیره شد، آن‌ها را به دانشگاه عبری اورشلیم منتقل کرد.

## آثار
- الجدید: کتابی درسی برای آموزش عربی به شیوهٔ نوین.
- بررسی‌های زبانی و ادبی
- کتاب ما تیسر
- سری
- اصول آموزش زبان عربی
- خاطرات: میان سال‌های ۱۹۰۷–۱۹۵۱ که پس از درگذشتش، چاپ شد. اشعار، دیدگاه‌ها، سرگذشت‌های پیوستهٔ خود و خانواده‌اش را نگاشت.[۱]